# Головинское сельское поселение (Пыщугский район)
Голови́нское се́льское поселе́ние — муниципальное образование в составе Пыщугского района Костромской области России.
Административный центр — посёлок Боровской.

## История
Головинское сельское поселение с центром в деревне Головино образовано 30 декабря 2004 года в соответствии с Законом Костромской области № 237-ЗКО, установлены статус и границы муниципального образования.
3 декабря 2008 года в соответствии с Законом Костромской области № 405-4-ЗКО центр поселения перенесён в посёлок Боровской.

## Население
| 2008 | 2010 | 2012 | 2013 | 2014 | 2015 | 2016 |
| ---- | ---- | ---- | ---- | ---- | ---- | ---- |
| 788  | ↘713 | ↘687 | ↘641 | ↘620 | ↘580 | ↘567 |
| 2017 | 2018 | 2019 | 2020 | 2021 |      |      |
| ↘549 | ↘500 | ↘479 | ↘462 | ↘307 |      |      |

## Состав сельского поселения
| № | Населённый пункт | Тип населённого пункта          | Население |
| - | ---------------- | ------------------------------- | --------- |
| 1 | Боровской        | посёлок, административный центр | ↗391      |
| 2 | Головино         | деревня                         | ↗121      |
| 3 | Ильинское        | село                            | ↘26       |
| 4 | Колпашница       | деревня                         | ↘200      |
| 5 | Петровка         | деревня                         | ↗1        |
| 6 | Суворово         | деревня                         | →0        |